# Du Bois (Nebraska)
Du Bois es una villa situada en el condado de Pawnee, Nebraska, Estados Unidos. Tiene una población estimada, a mediados de 2022, de 121 habitantes.

## Geografía
La localidad está ubicada en las coordenadas 40°02′05″N 96°02′50″O / 40.03472, -96.04722 (40.034838, -96.047246). Según la Oficina del Censo, tiene una superficie de 1.13 km², correspondientes en su totalidad a tierra firme.

## Demografía
Según el censo de 2020, en ese momento había 122 personas residiendo en la localidad. La densidad de población era de 107 hab./km². El 89.34% de los habitantes eran blancos el 4.92% eran de otras razas y el 5.74% eran de una mezcla de razas. Del total de la población, el 4.92% eran hispanos o latinos de cualquier raza.